# Бур-ла-Рен (кантон)
Бур-ла-Рен (фр. Bourg-la-Reine) — кантон у Франції, в департаменті О-де-Сен регіону Іль-де-Франс.

## Склад кантону
Кантон включає в себе 2 муніципалітети:
| Муніципалітет | Площа | Населення, осіб | Рік  |
| ------------- | ----- | --------------- | ---- |
| Антоні*       | -     | 16630           | 1999 |
| Бур-ла-Рен    | 1,87  | 19615           | 2007 |

* — лише північна частина міста Антоні
| Франція | Це незавершена стаття з географії Франції. Ви можете допомогти проєкту, виправивши або дописавши її. |